# Katholische Landeskirche des Kantons Thurgau
Die Katholische Landeskirche des Kantons Thurgau ist eine staatskirchenrechtliche Körperschaft des öffentlichen Rechts der Katholikinnen und Katholiken römisch-katholischen Bekenntnisses und ist für die Verwaltung der Infrastruktur und der Steuergelder zuständig. Sie gliedert sich in Kirchgemeinden. Die Seelsorge obliegt dem Bistum Basel. Die Katholische Landeskirche des Kantons Thurgau ist Mitglied der Römisch-Katholischen Zentralkonferenz der Schweiz.

## Organisation
Die stimmberechtigten Kirchbürgerinnen und Kirchbürger haben das Wahlrecht für die Synode sowie das Referendums- und Initiativrecht. Die Anzahl der Katholikinnen und Katholiken im Kanton Thurgau beträgt rund 79'100 (Stand: 31. Dezember 2024).
Die Synode ist die Legislative (Parlament) der Katholischen Landeskirche und setzt sich aus 81 wahlfähigen Katholikinnen und Katholiken aus dem ganzen Kanton Thurgau zusammen. Sie wählt die Mitglieder des Kirchenrates, erlässt die Gesetze der Landeskirche, genehmigt die Jahresrechnung und beschliesst das Budget (Finanzhaushalt) der Landeskirche. Die Synode tagt zweimal jährlich: im Sommer in Frauenfeld, im Winter in Weinfelden. Die Amtsdauer der Synodalen beträgt vier Jahre.
Der Kirchenrat ist die Exekutive (Regierung) der Katholischen Landeskirche Thurgau und besteht aus fünf Mitgliedern. Er vertritt die Interessen der Landeskirche, verwaltet die Stiftungen und Fonds der Landeskirche und übt die Aufsicht über die Kirchgemeinden aus. Die Amtsdauer des Kirchenrats beträgt vier Jahre.
Die Schlichtungsstelle und die Rekurskommission bilden die Judikative (Justiz). Die Schlichtungsstelle kann bei Streitigkeiten von der betroffenen Person bei Verfügungen von Kirchgemeinden, Kirchgemeindeverbänden, ihren Behörden oder der Landeskirche und ihren Behörden angerufen werden. Die Schlichtungsstelle gibt den Parteien Empfehlungen zur Beilegung und Bewältigung des Konfliktes. Es liegt an den Parteien ob sie darauf eintreten oder nicht.
Die Verwaltung der Landeskirche hat ihren Sitz im Zentrum Franziskus in Weinfelden. Darin finden sich das Generalsekretariat und die Fachstellen. Die Caritas Thurgau hat hier ebenfalls ihren Sitz.

## Verwaltungsgliederung
Kirchgemeinden und Kirchgemeindeverbände sind eigenständige Verwaltungsstrukturen der Katholischen Landeskirche. Pfarreien und Pastoralräume sind dem Bistum Basel unterstellt.
Stand: 2024
| Kirchgemeinde                  | Pfarrei             | Pastoralraum          |
| ------------------------------ | ------------------- | --------------------- |
| Aadorf-Tänikon                 |                     |                       |
| Altnau-Münsterlingen-Güttingen | Altnau              | Region Altnau         |
| Altnau-Münsterlingen-Güttingen | Güttingen           | Region Altnau         |
| Altnau-Münsterlingen-Güttingen | Münsterlingen       | Region Altnau         |
| Amriswil                       |                     |                       |
| Arbon                          |                     |                       |
| Basadingen                     |                     | Am See und Rhy        |
| Berg                           |                     |                       |
| Bettwiesen                     |                     | Nollen-Lauchetal-Thur |
| Bischofszell                   |                     |                       |
| Diessenhofen                   |                     | Am See und Rhy        |
| Ermatingen                     |                     |                       |
| Fischingen                     | St. Idda Fischingen | Tannzapfenland        |
| FrauenfeldPlus                 |                     |                       |
| Hagenwil                       |                     |                       |
| Heiligkreuz                    |                     | Nollen-Lauchetal-Thur |
| Homburg                        |                     |                       |
| Horn                           |                     |                       |
| Kreuzlingen-Emmishofen         |                     |                       |
| Lommis                         |                     | Nollen-Lauchetal-Thur |
| Müllheim                       |                     |                       |
| Paradies                       |                     | Am See und Rhy        |
| Pfyn                           |                     |                       |
| Romanshorn                     |                     |                       |
| Sirnach                        |                     | Hinterthurgau         |
| Sommeri                        |                     |                       |
| Steckborn                      |                     |                       |
| Steinebrunn                    |                     |                       |
| Sulgen                         |                     |                       |
| Tobel                          |                     | Nollen-Lauchetal-Thur |
| Untersee-Rhein                 |                     |                       |
| Wängi                          |                     |                       |
| Weinfelden                     |                     |                       |
| Welfensberg                    |                     | Nollen-Lauchetal-Thur |
| Wertbühl-Bussnang              |                     | Nollen-Lauchetal-Thur |
| Wuppenau                       |                     | Nollen-Lauchetal-Thur |